# 최인훈
최인훈(崔仁勳, 1934년 4월 13일 ~ 2018년 7월 23일)은 대한민국의 소설가, 시인, 문학평론가, 극작가이다. 대표작으로 장편소설 《광장》이 꼽힌다.

## 생애
함경북도 회령에서 목재상인 집안 4남 2녀 중 장남으로 태어났다. 6·25 전쟁이 터진 1950년 12월 가족과 함께 월남했다. 1956년 서울대학교 법대를 중퇴한 후 장교로 임관하여 1959년에서부터 1962년까지 군 복무를 했다. 1958년 시인으로 첫 등단을 한 이후 장교 복무 중이던 1959년 《자유문학》에 〈그레이 구락부 전말기〉, 〈라울 전〉 등을 발표하면서 정식 등단했다. 1960년에 발표한 장편소설 《광장》으로 문제작가의 평판을 받았는데 현실, 세계관계, 나아가서는 존재에 대한 고민을 담은 작품들이 많다. 작품에 〈구운몽(九雲夢)〉, 《회색인,》 〈크리스마스 캐럴〉, 〈열하일기(熱河日記)〉, 〈서유기(西遊記)〉, 〈화두〉 등이 있다. 단편 〈웃음소리〉로 12회 동인문학상을 받았다.
1977년에는 〈옛날 옛적에 훠어이 훠이〉로 한국연극영화예술상 희곡상을 수상하였으며 희곡도 몇 편 썼다. 다만 그의 희곡은 무대 상연을 본목적으로 쓴 게 아니라서 레제 드라마에 가깝다. 같은 해에는 서울예술전문대학(지금의 서울예술대학) 문예창작과 교수로 임용되어 2001년 5월에 정년 퇴임할 때까지 재직했다. 정년퇴임한 후에도 특강을 했으며, 2009년에 본인의 희곡을 처음으로 무대에 올렸을 때 "창작하는 사람들에게 은퇴라는 것은 없다"고 관객들에게 말하기도 했다. 극작가로서 한국연극영화예술상 희곡상(1977), 중앙문화대상 예술부문 장려상(1978), 서울극평가그룹상(1999), 자랑스러운 서울법대인상(2004) 등을 수상하였다.
2018년 7월 23일 경기도 고양시 덕양구 화정동 명지병원에서 대장암으로 타계하였다. 이문열, 성석제, 김승옥 등의 문인들과 이어령 前 문화부 장관, 백낙청 서울대학교 명예교수 등이 조문하였다. 사후 금관문화훈장이 추서됐다.

## 학력
- 함경북도 회령국민학교(前) → 함경남도 원산국민학교 졸업(1947년)
- 함경남도 원산중학교 졸업(1950년)
- 함경남도 원산고등학교(前) → 전라남도 목포고등학교 졸업(1953년)
- 서울대학교 법과대학 법학과 중퇴(1956년)
- 대한민국 육군보병학교 졸업(1960년)

## 수상
- 1966년 동인문학상
- 1971년 동아연극상[6]
- 1977년 한국연극영화예술상 희곡상
- 1994년 이산문학상
- 2011년 박경리문학상

## 서훈
- 1999년 보관문화훈장
- 2018년 금관문화훈장

## 기타 이외 이력
- 대한민국 육군 중위 예편(1962년)
- 통합민주당 당무위원(1995년 12월~1996년 6월)
- 민주당 당무위원(1996년 6월~1997년 8월)
- 서울예술대학 교수
- 한국예술종합학교 석좌교수